# Кафе де Флор (фільм)
Кафе де Флор — канадський художній фільм режисера Жан-Марка Валле.

## Сюжет
У фільмі, дія якого відбувається у містах Париж і Монреаль, розповідають про кохання, котре, не дивлячись ні на що, ніколи не помре. Кохання між чоловіком і жінкою, між матір'ю і сином, між людьми, що ледве знають один одного.

## В ролях
| Актор                 | Роль         |
| --------------------- | ------------ |
| Ванесса Параді        | Жаклін       |
| Кевін Парент          | Ентоні Годін |
| Елен Флоран           | Кароль       |
| Эвелін Брошу          | Роуз         |
| Марен Гер’є           | Лоран        |
| Еліс Дюбуа            | Вероніка     |
| Евелін де ла Шенел’єр | Амелі        |
| Мішель Дюмон          | Жюл’єн Годін |
| Розалі Форт’є         | Анжелі       |
| Мішель Лапер’єр       |              |

## Відгуки
Фільм отримав загалом схвальні позитивні відгуки від критиків.